# (342) Эндимион
(342) Эндимион (др.-греч. Ἐνδυμίων) — астероид главного пояса, который принадлежит к тёмному спектральному классу C. Он был открыт 17 октября 1892 года немецким астрономом Максом Вольфом в обсерватории Хайдельберга и назван в честь знаменитого своей красотой юноши Эндимиона, который считался олицетворением красоты в древнегреческой мифологии.

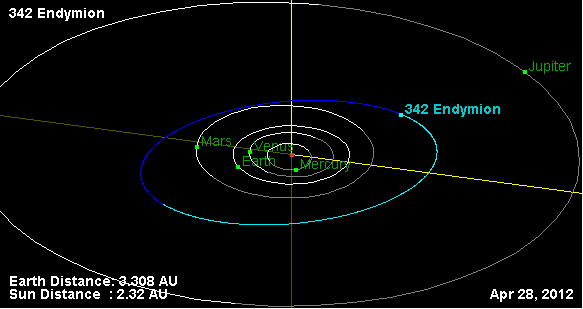
Орбита астероида Эндимион и его положение в Солнечной системе